# Château du Carre

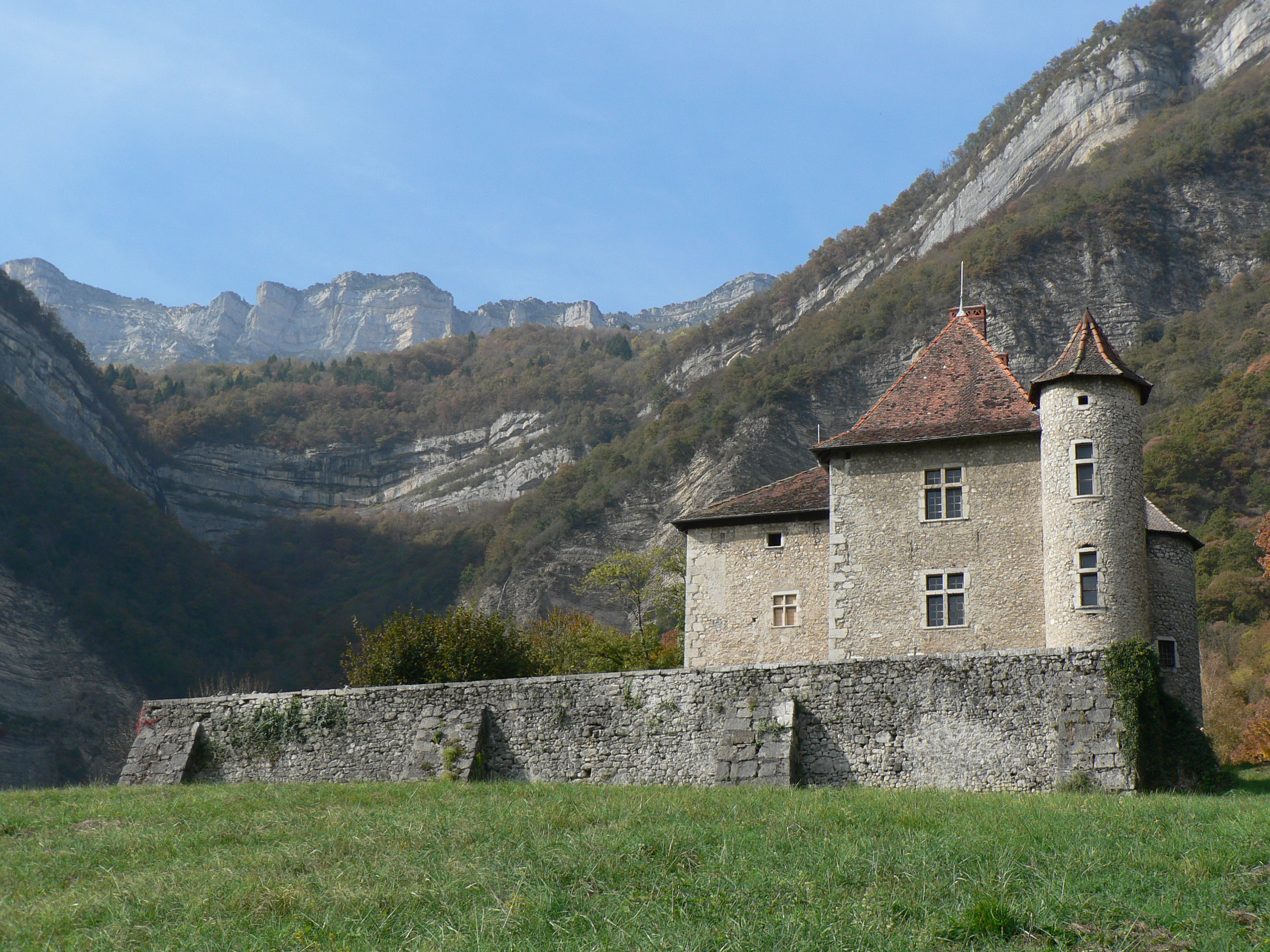
Aperçu de la façade sud-est du château du Carré, La Terrasse, Isère, France.

Le château du Carre, ou du Carré, ou maison forte Le Berlioz, est un château fort du XVIe siècle qui se dresse sur la commune de La Terrasse, dans le département de l'Isère, en région Auvergne-Rhône-Alpes.

## Situation
Le château du Carre est situé dans le département de l'Isère en la vallée du Grésivaudan et plus précisément dans la commune de La Terrasse.

## Historique
La construction du château s'est déroulée sur plusieurs siècles. Le premier édifice de style "Carré Savoyard" voit le jour au XIVe siècle. C'est donc une simple cour encadrée de quatre ailes habitables.
Le château et ses terrasses sont inscrits au titre de monument historique depuis 1995.